# Виогор
Виогор је насељено мјесто у општини Сребреница, Република Српска, БиХ. Према попису становништва из 1991. у насељу је живјело 131 становника.

## Становништво 1991.
По посљедњем службеном попису становништва из 1991. године, насељено мјесто Виогор имало је 131 становника, сљедећег националног састава:
| Националност       | 1991.       |
| Срби               | 98 (74,80%) |
| Муслимани          | 32 (24,42%) |
| остали и непознато | 1 (0,78%)   |
| укупно             | 131         |

| Демографија | Демографија | Демографија |
| Година      | Становника  | Становника  |
| ----------- | ----------- | ----------- |
| 1948.       | 247         |             |
| 1953.       | 250         |             |
| 1961.       | 247         |             |
| 1971.       | 216         |             |
| 1981.       | 198         |             |
| 1991.       | 131         |             |
| 2013.       | 14          |             |